# Tepidopleustes acromatius
Tepidopleustes acromatius is een vlokreeftensoort uit de familie van de Pleustidae. De wetenschappelijke naam van de soort is voor het eerst geldig gepubliceerd in 2009 door Just.